# American Utopia
American Utopia es el décimo álbum de estudio del músico escocés David Byrne, publicado el 9 de marzo de 2018 y adaptado a un musical de Broadway del mismo nombre a finales de 2019. Fue nominado a un Premio Grammy en la categoría de mejor álbum de música alternativa.

## Lista de canciones
Todas las canciones escritas por David Byrne y Brian Eno, excepto donde se indique.
- "I Dance Like This" – 3:33
- "Gasoline and Dirty Sheets" – 3:19
- "Every Day Is a Miracle" – 4:46
- "Dog's Mind" – 2:29
- "This Is That" (Byrne, Daniel Lopatin) – 4:31
- "It's Not Dark Up Here" – 4:10
- "Bullet" – 3:09
- "Doing the Right Thing" – 3:38
- "Everybody's Coming to My House" – 3:29
- "Here" (Byrne, Lopatin) – 4:13

## Recepción
American Utopia recibió críticas generalmente positivas. En Metacritic tiene una puntuación de 72 sobre 100 basada en 32 reseñas, lo que indica "críticas generalmente favorables". Howard Male de The Arts Desk se refirió a la producción como "un musculoso y estrafalario regreso a la forma de Byrne".